# Oussama Sellami
Oussama Sellami, né le 22 juin 1979, est un footballeur tunisien évoluant au poste de milieu de terrain.

## Carrière

### Clubs
- 1999-juillet 2004 : Stade tunisien (Tunisie)
- juillet 2004-juillet 2011 : Club africain (Tunisie)
- juillet 2011-juillet 2014 : Stade tunisien (Tunisie)

### Équipe nationale
Oussama Sellami honore sa première sélection nationale le 15 novembre 2000 lors d'un match disputé contre la Suisse. Quatre autres sélections suivront celle-ci.
En 2002, il fait partie des 23 joueurs sélectionnés pour la coupe du monde 2002. Toutefois, une blessure lors du dernier match de préparation l'empêche finalement de participer à la compétition.

## Palmarès
- Coupe arabe des vainqueurs de coupe :
  - Vainqueur : 2001 (Stade tunisien)
- Coupe de la Ligue tunisienne de football :
  - Vainqueur : 2000, 2002 (Stade tunisien)
- Championnat de Tunisie :
  - Vainqueur : 2008 (Club africain)
- Coupe de Tunisie :
  - Vainqueur : 2003 (Stade tunisien)
  - Finaliste  : 2006 (Club africain)
- Coupe nord-africaine des clubs champions :
  - Vainqueur : 2008, 2010 (Club africain)